# Piazza Abbiategrasso (stacja metra)
Piazza Abbiategrasso – stacja końcowa metra w Mediolanie, na linii M2. Znajduje się na piazza Abbiategrasso, w Mediolanie i zlokalizowana jest za stacją Famagosta. Została otwarta w 2005. Pierwotnie miała się nazywać Chiesa Rossa, aby nie mylić z Abbiategrasso.